# العلاقات البرازيلية الرواندية
العلاقات البرازيلية الرواندية هي العلاقات الثنائية التي تجمع بين البرازيل ورواندا.

## مقارنة بين البلدين
هذه مقارنة عامة ومرجعية للدولتين:
| وجه المقارنة                                              | البرازيل | رواندا                                        |
| --------------------------------------------------------- | --- | --------------------------------------------- |
| المساحة (كم2)                                             | 8.52 مليون | 26.34 ألف                                     |
| عدد السكان (نسمة)                                         | 202.66 مليون | 12.21 مليون                                   |
| الكثافة السكانية (ن./كم²)                                 | 23.79 | 463.55                                        |
| العاصمة                                                   | برازيليا، ريو دي جانيرو | كيغالي                                        |
| اللغة الرسمية                                             | برتغالية برازيلية، Brazilian Sign Language ‏ | اللغة الكينيارواندا، لغة إنجليزية، لغة فرنسية |
| العملة                                                    | ريال برازيلي، كروزيرو ريال برازيلي ‏، كروزيرو البرازيلية (1990–1993)، البرازيلي كروزادو نوفو، كروزادو برازيلي، cruzeiro ‏، كروزيرو البرازيلية (1942–1967)، الريال البرازيلي (قديم) | فرنك رواندي                                   |
| الناتج المحلي الإجمالي (بليون دولار)                      | 2.06 تريليون | 9.14 مليار                                    |
| الناتج المحلي الإجمالي (تعادل القوة الشرائية) بليون دولار | 3.22 تريليون | 20.46 مليار                                   |
| الناتج المحلي الإجمالي الاسمي للفرد دولار أمريكي          | 8.54 ألف | 697                                           |
| الناتج المحلي الإجمالي للفرد دولار أمريكي                 | 15.89 ألف | 1.66 ألف                                      |
| مؤشر التنمية البشرية                                      | 0.754 | 0.483                                         |
| رمز المكالمات الدولي                                      | +55 | +250                                          |
| رمز الإنترنت                                              | .br | .rw                                           |
| المنطقة الزمنية                                           | | ت ع م+02:00                                   |

## منظمات دولية مشتركة
يشترك البلدان في عضوية مجموعة من المنظمات الدولية، منها:
| علم المنظمة | اسم المنظمة                        | تاريخ انضمام البرازيل | تاريخ انضمام رواندا |
| ----------- | ---------------------------------- | --------------------- | ------------------- |
|             | الاتحاد البريدي العالمي            | ?                     | ?                   |
|             | يونسكو                             | 4 نوفمبر 1946         | 7 نوفمبر 1962       |
|             | البنك الدولي للإنشاء والتعمير      | 14 يناير 1946         | 30 سبتمبر 1963      |
|             | مجلس الأمن التابع للأمم المتحدة    | 1946                  | 2013                |
|             | منظمة التجارة العالمية             | ?                     | ?                   |
|             | وكالة ضمان الاستثمار متعدد الأطراف | 7 يناير 1993          | 27 سبتمبر 2002      |
|             | البنك الإفريقي للتنمية             | ?                     | ?                   |
|             | الاتحاد الدولي للاتصالات           | 4 يوليو 1877          | 12 ديسمبر 1962      |
|             | منظمة الشرطة الجنائية الدولية      | ?                     | ?                   |
|             | مؤسسة التمويل الدولية              | 31 ديسمبر 1956        | 6 نوفمبر 1975       |
|             | الأمم المتحدة                      | 24 أكتوبر 1945        | 18 سبتمبر 1962      |
|             | مؤسسة التنمية الدولية              | 15 مارس 1963          | 30 سبتمبر 1963      |
|             | منظمة حظر الأسلحة الكيميائية       | ?                     | ?                   |

## وصلات خارجية
- موقع وزارة الخارجية البرازيلية
- موقع وزارة الخارجية الرواندية